# Woburn Abbey

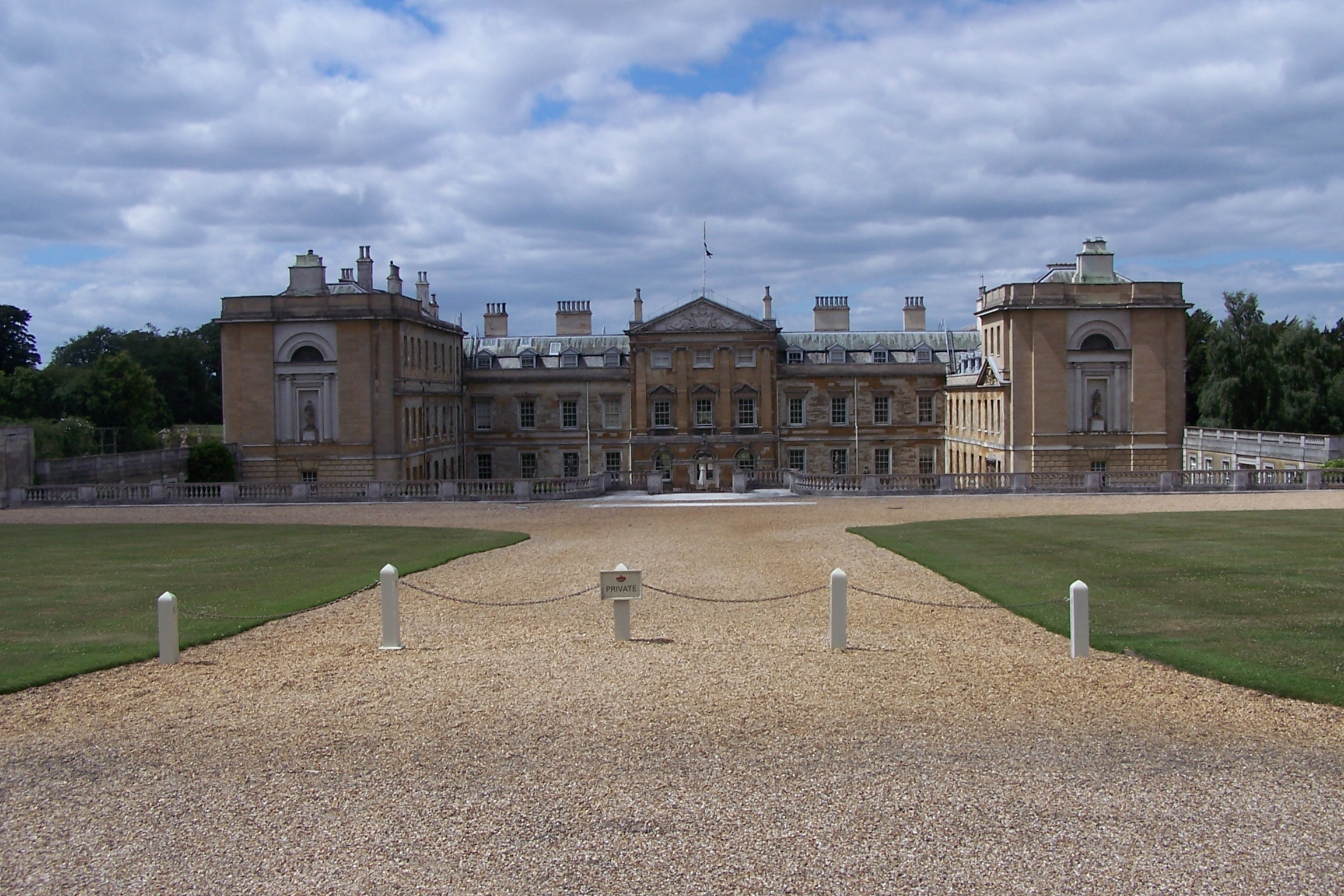
Woburn Abbey.

Woburn Abbey, al este de Woburn, en Bedfordshire (Inglaterra), es una mansión campestre del Reino Unido. Residencia del Duque de Bedford y casa solariega de la familia, la casa y los jardines se abren algunos días al público que puede visitar la valiosa colección de obras de arte, el parque de ciervos, los jardines diseñados por Humphry Repton y otras atracciones recientemente añadidas, como el safari park de Woburn.

## Historia
El conjunto de Woburn Abbey, que comprende Woburn Park y sus edificios, fue fundado como abadía cisterciense en 1145. En 1547, el rey Enrique VIII desposeyó a los monjes y la entregó a John Russell, que la convirtió en sede del Ducado de Bedford y casa solariega de la familia Russell. La mansión fue en gran parte reconstruida por los arquitectos Henry Flitcroft y Henry Holland para el IV duque en el siglo XVIII. Anna María Russell, esposa del VII duque, estableció la costumbre del té de las cinco en el siglo XIX. Durante la Segunda Guerra Mundial, albergó al clandestino Political Warfare Executive / Ejecutivo de Guerra Política, un organismo destinado a la guerra psicológica y la propaganda blanca y negra contra el enemigo nazi.

### Entre 1945 y la década de 1970

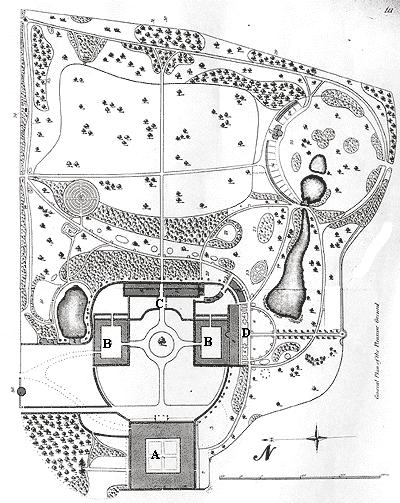
Plano de Woburn antes de la demolición parcial. Se demolieron el edificio "C" y la mitad superior del edificio "A" (la parte este del principal edificio situado al oeste)

Tras la II Guerra Mundial se descubrieron hongos en la mansión, por lo que hubo que demoler aproximadamente la mitad del edificio. Cuando el XII duque murió en 1953, su hijo el XIII duque tuvo que hacer frente a una fuerte suma en concepto de impuesto de sucesiones, y como consecuencia, la parte demolida no se reconstruyó y la casa quedó en estado de semi abandono. No obstante, en lugar de entregar las fincas familiares al National Trust, retuvo su propiedad y abrió la casa al público por primera vez en 1955. La mansión no tardó en hacerse popular cuando se añadieron otras atracciones, entre ellas el Woburn Safari Park, que se instaló en los terrenos de la finca en 1970. Sobre los desfavorables comentarios de otros aristócratas por convertir la finca familiar en un safari park, el XIII duque dijo: "Yo no disfruto del desprecio de la nobleza, pero prefiero que me miren por encima del hombro a que me ignoren".

### De la década de 1970 a 2003
El XIII Duque se mudó a Montecarlo en 1975. Su hijo Robin, que utilizaba el título de cortesía de marqués de Tavistock, quedó a cargo de la mansión junto con su esposa en ausencia de su padre. 
En 1970, Lucio Fulci rodó en Woburn Abbey escenas de la película Una lucertola con la pelle di donna (estrenada en España con el título "Una lagartija con piel de mujer" y en Hispanoamérica como "Un reptil con piel de mujer"). En mayo de 1973 se rodaron escenas de Coronation Street, que incluyeron un cameo del duque: el duque se representaba a sí mismo saludando a los personajes. 
A principios de 1990, el Marqués y el Grupo Tussauds (propietario del famoso museo de cera de Londres) planearon convertir la propiedad en un parque de atracciones con la ayuda de John Wardley, creador de las montañas rusas “Nemesis” y “Oblivion”. Sin embargo, el Grupo Tussauds cambió de opinión y se decantó por Alton Towers.
En los 90, los Marqueses, protagonizaron en el programa de la BBC “Country Houses”, en el que se detallaba la vida diaria en la mansión y el trabajo de administración la finca.
El Marqués de Tavistock se convirtió en el XIV Duque de Bedford tras la muerte de su padre en 2002 en Santa Fe (Nuevo México, Estados Unidos), siendo el duque más efímero de la historia de la familia, ya que él mismo murió en junio de 2003.

### De 2003 hasta hoy
Le sucedió su hijo Andrew, XV duque de Bedford, que continuó el trabajo de su padre al frente de la mansión y los terrenos. El edificio es un monumento clasificado de grado I, la más alta categoría de arquitectura.
En 2020 sirvió de decorado para algunas escenas de la serie The New Pope de Paolo Sorrentino.

## Colecciones de arte

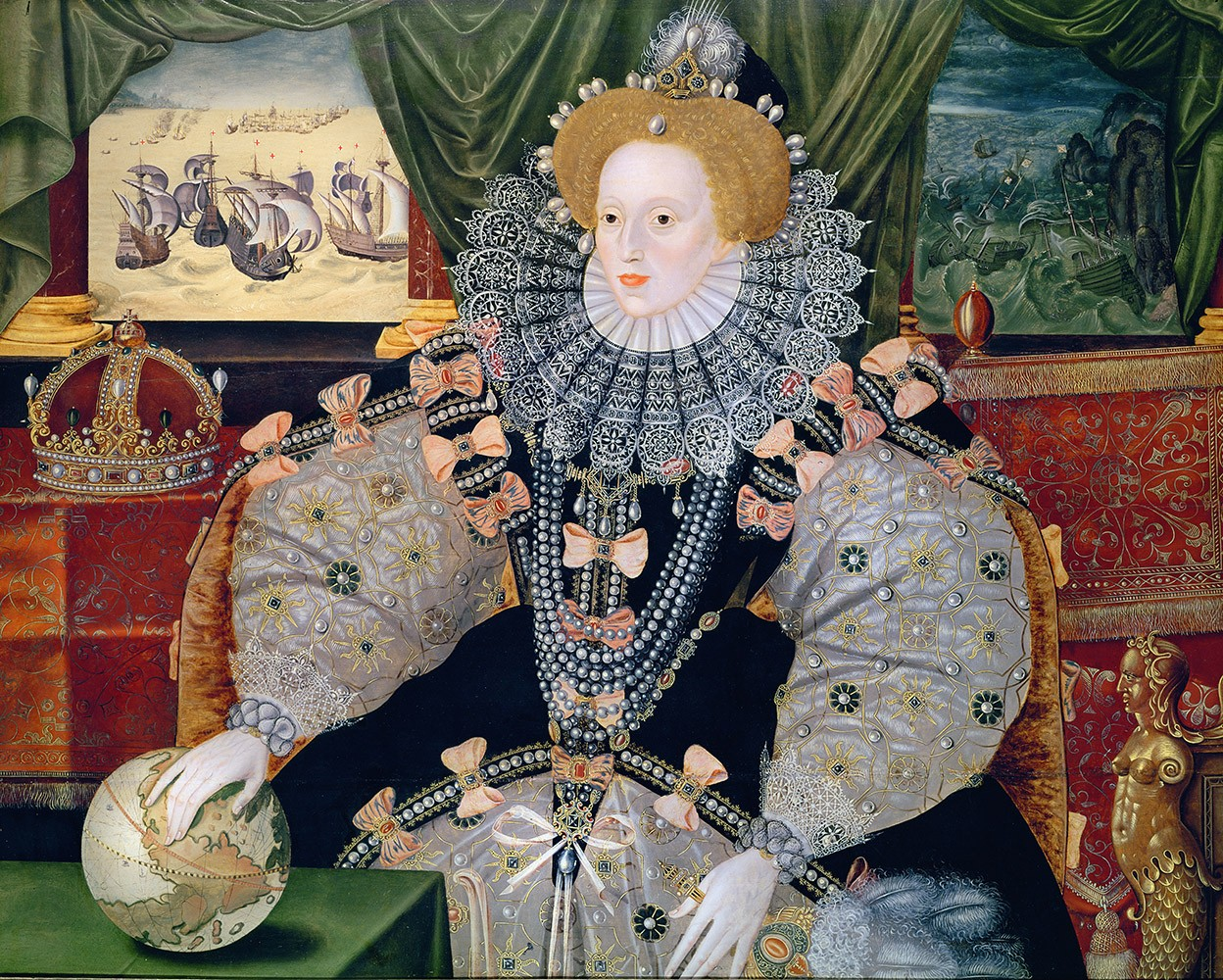
Woburn Abbey alberga el retrato de Isabel I de Inglaterra como comandante de los mares. Realizado aproximadamente en 1588 para conmemorar la derrota de la Armada Española (escena representada en el fondo).

La mansión de Woburn Abbey es conocida internacionalmente por sus ricas colecciones de arte y objetos decorativos. Alberga un sobresaliente conjunto de pintura y mobiliario de estilo rococó, con una valiosa serie de 21 paisajes de Venecia que Canaletto pintó por encargo de la familia. 
Igualmente famoso es un retrato de Isabel I de Inglaterra como comandante de los mares, realizado con motivo de su éxito (1588) contra la Armada Invencible de Felipe II de España. Hay que citar otros grandes maestros representados en la colección, como Cuyp, Van Dyck, Gainsborough, Holbein, Murillo y Reynolds. También se conserva un ejemplar del Retrato del almirante Pulido Pareja, que algunas fuentes atribuyen a Velázquez; y en 2012 se confirmó a Rembrandt como autor de un Retrato de viejo rabino , de 1643, cuya pareja (un retrato femenino) se conserva en Berlín. 
La mansión posee también un valioso juego de porcelana que el rey Luis XV de Francia regaló a la esposa del entonces duque de Bedford.
En la década de 1990 los duques vendieron el famoso grupo escultórico Las tres Gracias de Canova. El Museo J. Paul Getty de California estuvo a punto de comprarlo, pero la legislación británica obligó a demorar la operación en previsión de una contraoferta nacional, y finalmente la obra fue adquirida a medias por el Museo Victoria y Alberto de Londres y las Galerías Nacionales de Escocia, que la exponen alternativamente.
También posee, aunque no está expuesta al público por su mal estado de conservación, una obra única en su género de F. Schweikardt: un tablero de mesa de tres cuerpos, de 0,70 x 2,70 m, decorado con paisajes, escenas de caza y bodegones, realizado en arenas de colores.